# Pałac Schwarzenbergów w Pradze
Pałac Schwarzenbergów (także: pałac Lobkowiców, czes. Schwarzenberský palác) – renesansowy pałac na Hradczanach w Pradze, Hradčanské námestí 2.

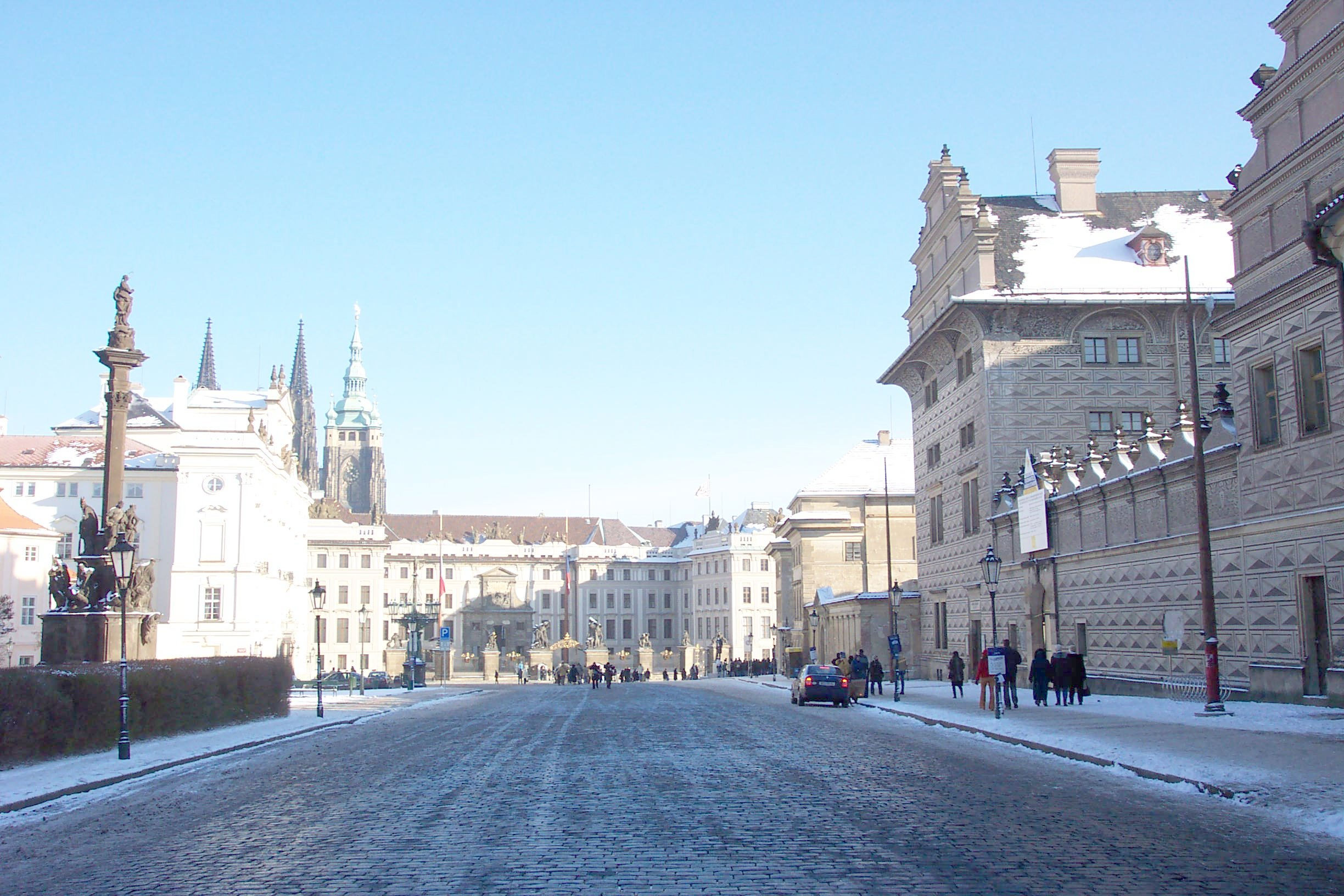
Widok na Zamek Praski, po prawej pałac Schwarzenbergów

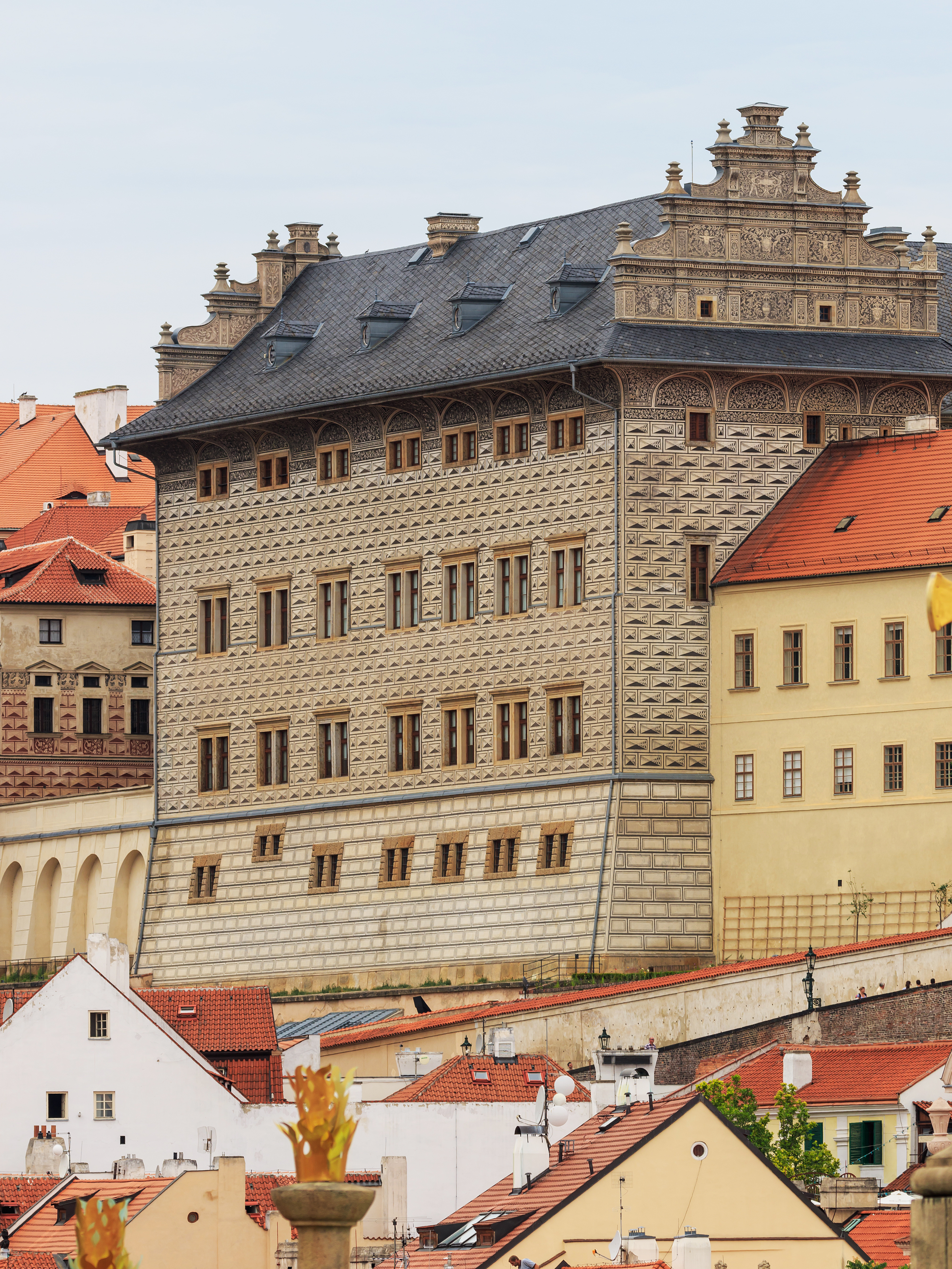
Tylna elewacja pałacu

Na miejscu obecnego pałacu znajdowały się wcześniej trzy domy. Dwa z nich spłonęły w 1541, wtedy kupił je Jan młodszy Lobkowicz. Trzeci dom należący do praskiej kapituły zakupił w 1542 Jan Bechyně z Lažan. Od jego córek budynek odkupił w 1565 Lobkowicz. Budowę pałacu rozpoczęto zapewne w drugiej połowie lat 40. XVI w., a zakończono prawdopodobnie w 1567. Ta data widnieje na sgraffito w sąsiednim pałacu Salmów. Budowa przebiegała w dwóch etapach. W drugim (w latach 60. XVI w.) architekt Augustyn Galli wzniósł wschodnie i zachodnie skrzydła. Wówczas pałac przyjął plan litery T.
W 1594 najwyższy ochmistrz Królestwa Czeskiego Jerzy Lobkowicz został skazany za obrazę majestatu. Wówczas pałac przypadł cesarzowi Rudolfowi II. Wkrótce władca oddał go Petrowi Vokowi z Rožemberku w zamian za pałac Rožemberków. Po śmierci Petra Voka budowla stała się własnością Jana Jerzego ze Švamberka. Jego spadkobierca stracił prawo własności za udział w antyhabsburskim powstaniu. W 1624 pałac posiadał jeden z książąt Eggenberg. W 1710 nastąpiła przebudowa według projektu M. Carnevalego. W 1719 budowlę odziedziczył książę Adam Franciszek Schwarzenberg. W 1723 nastąpiła przebudowa według projektu Antonia Erharta Martinelliego. Prace prowadził Thomas Haffenecker.
Od 1908 do II wojny światowej w środku znajdowało się Muzeum Techniki.
W 1948 pałac stał się własnością Czechosłowackich Lasów Państwowych, a dwa lata później posiadłość przejęło ministerstwo obrony narodowej, które umieściło w nim Muzeum Wojskowe (cz. Vojenské historické muzeum). W 1998 pałac zwrócono Karelowi Schwarzenbergowi. W 2002 jego właścicielem stała się Galeria Narodowa w Pradze, która w 2008 otworzyła w nim swoją wystawę.